# Cryphaea pilifera
Cryphaea pilifera là một loài Rêu trong họ Cryphaeaceae. Loài này được Mitt. miêu tả khoa học đầu tiên năm 1869.